# Cyrtochiloides panduriformis
Cyrtochiloides panduriformis är en orkidéart som först beskrevs av Oakes Ames och Charles Schweinfurth, och fick sitt nu gällande namn av Norris Hagan Williams och Mark W. Chase. Cyrtochiloides panduriformis ingår i släktet Cyrtochiloides, och familjen orkidéer. Inga underarter finns listade i Catalogue of Life.